# Freeman Walker
Freeman Walker, född 25 oktober 1780 i Charles City County i Virginia, död 23 september 1827 i Augusta i Georgia, var en amerikansk politiker (demokrat-republikan). Han representerade delstaten Georgia i USA:s senat 1819–1821.
Walker flyttade 1797 till Augusta, Georgia. Han studerade juridik och inledde 1802 sin karriär som advokat i Augusta. Han var borgmästare i Augusta 1818–1819 och 1823.
Senator John Forsyth avgick 1819 för att tillträda som chef för USA:s diplomatiska beskickning i Spanien. Walker tillträdde den 6 november 1819 som senator och avgick den 6 augusti 1821. Han efterträddes som senator av Nicholas Ware.
Walker gravsattes på familjekyrkogården i Augusta.